# Abdülhalik Renda
Abdülhalik Renda (n. 29 noiembrie 1881, Ioannina, Epir, Grecia – d. 1 noiembrie 1957, Kadıköy⁠(d), İstanbul, Turcia) a fost un funcționar și politician turc. A fost unul dintre cei mai nefaști pioni în cadrul Genocidului Armean, fiind responsabil pentru moartea a numeroși armeni.

## Biografie
Renda s-a născut în orașul Ioannina din Imperiul Otoman. Renda era de origine albaneză. Din 1902 până în 1918 a slujit în mai multe orașe ale Imperiului Otoman drept guvernator de district și guvernator de provincie. În 1918 a fost exilat timp de șase luni în Malta. După întoarcerea sa, a fost numit subsecretar în Ministerul Economiei și apoi în Ministerul de Interne. A devenit guvernator de Konya, înainte de a fi numit primul guvernator al Izmirului după ce forțele turcești au recucerit orașul din retragerea trupelor grecești. În timpul mandatului lui Renda în calitate de guvernator al Izmirului, politicianul Rıza Nur l-a acuzat pe motiv de solidaritate compatriotă că îi încurajează pe albanezi (refugiați și imigranți) să se stabilească din alte regiuni anatoliene în Izmir, Renda a negat.
Din 1923 a fost adjunct în Sivas pentru cinci mandate consecutive. Mustafa Abdülhalik a ocupat funcția de ministru al finanțelor și ministru al apărării în mai multe cabinete din 1923 până în 1935, iar ulterior din 1946 până în 1948. După Legea numelui de familie din 1934, care impunea tuturor cetățenilor turci să adopte un nume de familie, el a preluat numele de familie „Renda”. A fost ales președinte al Marii Adunări Naționale a Turciei la 1 martie 1935 și a servit până la 5 august 1946. A fost președinte în funcție al Turciei pentru o singură zi, după moartea lui Atatürk, în noiembrie 1938.
Abdülhalik Renda a murit de un atac de cord la 1 octombrie 1957, la Erenköy, Istanbul. A fost înmormântat la cimitirul Cebeci Asri din Ankara.

## Genocidul armean
În timpul genocidului armean, Abdülhalik Renda a fost responsabil pentru deportările și uciderea armenilor din Bitlis Vilayet. El a organizat, de asemenea, apărarea în lanțul muntos vestic împotriva ofensivei rusești în 1914, dar fără niciun avai, rușii capturând Saray și Bașkale (armeană Adamakert). În 1916, Renda a devenit guvernator al Alepului, unde a contribuit la deportarea armenilor și la uciderea lor în Der Zor. Rossler, consulul german de la Alep, a fost citat spunând că Renda „lucrează cu mare energie pentru distrugerea armenilor”. Generalul Vehip Pașa, comandantul armatei a treia, a menționat, în mărturia sa către Comisia Mazhar, că Renda a susținut că a ars mii de oameni în viață în provincia Muș.